# Feromonový zápach zoufalství
Feromonový zápach zoufalství je pátý díl čtvrté řady amerického televizního seriálu Teorie velkého třesku. V této epizodě hostují Kevin Sussman, Carol Ann Susi, Charlotte Newhouse, Annie O’Donnell a Jesse Heiman. Režisérem epizody je Mark Cendrowski.

## Děj
Amy se rozhodne představit Sheldona matce. Toho to rozruší, neboť si uvědomí, že by to znamenalo potvrzení toho, že je Amy jeho přítelkyní, na což on není připravený. Začne se tedy Amy vyhýbat, smaže veškeré její kontakty a snaží se odstranit všechny stopy, které by k němu mohly vést. Amy ho ale v bytě stejně vypátrá a snaží se ho uklidnit. Vysvětlí mu, že bohatě stačí, aby její matce společně zalhali o jejich vztahu a vše bude v pořádku.
Mezitím Leonard požádal Howarda o dodržení jejich společné dohody. Tedy takové, která říká, že když má jeden z nich přítelkyni, požádá právě tu přítelkyni o to, aby domluvila u některé ze svých kamarádek rande s tím druhým. Bernadette tedy seznámí Leonarda se svou kamarádkou Joy (Charlotte Newhouse). Joy se ale na společném rande chová poměrně nevhodně, což od ní Leonarda odradí. Nakonec ale přece jen souhlasí s další schůzkou.

## Obsazení
| Johnny Galecki     | Leonard Hofstadter           |
| Jim Parsons        | Sheldon Cooper               |
| Kaley Cuoco        | Penny                        |
| Simon Helberg      | Howard Wolowitz              |
| Kunal Nayyar       | Raj Koothrappali             |
| Melissa Rauch      | Bernadette Rostenkowski      |
| Mayim Bialik       | Amy Farrah Fowler            |
| Kevin Sussman      | Stuart Bloom                 |
| Carol Ann Susi     | Debbie Wolowitz              |
| Charlotte Newhouse | Joy                          |
| Annie O’Donnell    | paní Fowler                  |
| Jesse Heiman       | zákazník v obchodu s komiksy |